# Ogulinsko-plaščansko područje
Ogulinsko-plaščansko područje este o arie protejată (sit de importanță comunitară — SCI) din Croația întinsă pe o suprafață de 33.109,34 ha, integral pe uscat.

## Localizare
Centrul sitului Ogulinsko-plaščansko područje este situat la coordonatele 45°11′35″N 15°18′00″E / 45.193°N 15.3°E.

## Înființare
Situl Ogulinsko-plaščansko područje a fost declarat sit de importanță comunitară în iulie 2013 pentru a proteja 11 specii de animale.

## Biodiversitate
Situată în ecoregiunile alpină și continentală, aria protejată conține 3 habitate naturale: Peșteri inaccesibile publicului, Păduri ilirice de stejar și carpen (Erythronio-Carpinion), Cursuri de apă de la nivel de câmpie la nivel montan, cu vegetație Ranunculion fluitantis și Callitricho-Batrachion.
La baza desemnării sitului se află mai multe specii protejate:
- amfibieni (2): izvoraș-cu-burta-galbenă (Bombina variegata), proteu de peșteră (Proteus anguinus)
- mamifere (5): liliac cu aripi lungi (Miniopterus schreibersii), liliac cu picioare lungi (Myotis capaccinii), liliacul mediteranean cu potcoavă (Rhinolophus euryale), liliacul mare cu potcoavă (Rhinolophus ferrumequinum), liliacul mic cu potcoavă (Rhinolophus hipposideros)
- nevertebrate (3): Austropotamobius torrentium, fluturele auriu (Euphydryas aurinia), Leptodirus hochenwartii
- pești (1): zglăvoacă (Cottus gobio)

Pe lângă speciile protejate, pe teritoriul sitului au mai fost identificate 9 specii de plante, 1 specie de pești.